# كارل هولتز
كارل هولتز (بالألمانية: Karl Holtz)‏ هو رسام توضيحي ألماني، ولد في 14 يناير 1899 في برلين في ألمانيا، وتوفي في 18 أبريل 1978 في بوتسدام في ألمانيا.